# Étude op. 10, no 11 de Chopin

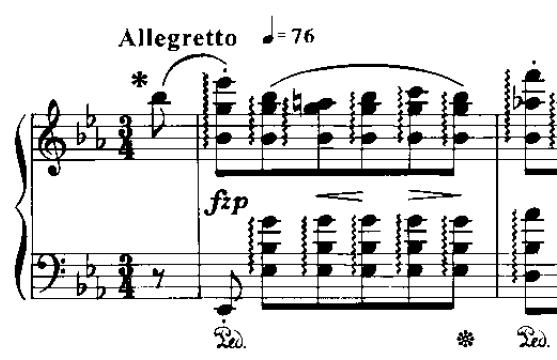
Incipit de l'étude.

L'Étude op. 10, no 11 de Chopin en mi bémol majeur est une étude pour piano composée par Frédéric Chopin. Elle est parfois connue sous le nom d'Étude Arpège ou Guitare.
La principale difficulté abordée dans cette pièce est l'exécution d'accords arpégés étendus. Tout au long du morceau, les mains doivent étirer des intervalles aussi grands que des douzièmes. La mélodie, bien qu'elle soit généralement la note la plus haute de chaque accord, se trouve souvent dans les parties intérieures, les parties supérieures faisant simplement partie de l'accompagnement. C'est particulièrement le cas dans les dernières mesures. La pièce est également remarquable pour ses harmonies chromatiques, audacieuses pour l'époque, et ses changements enharmoniques.